# Pablo Huerga
Pablo Huerga Lorenzana (León, Castilla y León, 2 de junio de 1988), conocido deportivamente como Kun, es un entrenador español que actualmente dirige a la Unió Esportiva Sant Julià de la Primera División de Andorra.

## Trayectoria deportiva
Natural de León, comenzaría su trayectoria en los banquillos en las categorías inferiores del CD San Andrés al que dirigiría a su equipo juvenil desde 2008 a 2010. Más tarde, trabajaría como entrenador del equipo juvenil C.D. Loyola desde 2010 a 2012 y desde 2012 a 2014, sería entrenador del Pinilla F.C. juvenil.
En 2014, se incorpora como segundo entrenador de la La Bañeza Fútbol Club de la Tercera División de España.
En la temporada 2017-18, tras tres temporadas en el club, se hace cargo como primer entrenador de la La Bañeza Fútbol Club de la Tercera División de España.
El 26 de junio de 2018, se convierte en entrenador del Club Deportivo Palencia Cristo Atlético del Grupo VIII de la Tercera División de España.
En febrero de 2019, se marcha a China para trabajar en el Hebei Football Club, con el objetivo de formar jugadores en el centro de alto rendimiento de la Universidad de Beijing Sport y donde trabajaría hasta final de año.
En la temporada 2020-21, se convierte en entrenador del Atlético Bembibre del Grupo VIII de la Tercera División de España.
En la temporada 2022-23, firma como segundo entrenador de Rubén Gala en el CF Talavera de la Primera Federación. Tras la destitución de Rubén continuaría como segundo entrenador de Pedro Díaz, hasta el mes de noviembre de 2022. 
El 18 de noviembre de 2022, se convierte en entrenador de la Unió Esportiva Sant Julià de la Primera División de Andorra, para sustituir a Paco Montesinos.

## Clubes

### Como entrenador
| Club                                    | País    | Año             |
| --------------------------------------- | ------- | --------------- |
| La Bañeza Fútbol Club (2º Entrenador)   | España  | 2014 - 2017     |
| La Bañeza Fútbol Club                   | España  | 2017 - 2018     |
| Club Deportivo Palencia Cristo Atlético | España  | 2018 - 2019     |
| Hebei Football Club                     | China   | 2019            |
| Atlético Bembibre                       | España  | 2020 - 2021     |
| CF Talavera                             | España  | 2022            |
| Unió Esportiva Sant Julià               | Andorra | 2022-actualidad |